# Apterostigma megacephala
Apterostigma megacephala (лат.) — вид примитивных муравьёв-грибководов (Attini) рода Apterostigma из подсемейства Myrmicinae. Эндемик Южной Америки.
Мелкие муравьи, живущие в малочисленных колониях в почвенных гнёздах. Единственный вид низших муравьёв-грибководов, выращивающий грибы (Leucoagaricus gongylophorus из семейства Шампиньоновые), культивируемые только высшими грибководами.

## Распространение
Южная Америка: Бразилия (штаты Пара и Мату-Гросу), Колумбия и Перу. Встречаются на высотах от 200 до 650 м над уровнем моря в вечнозелёных амазонских дождевых лесах.

## Описание

### Внешнее строение
Мелкие муравьи коричневого цвета (ноги и усики светлее, рыжевато-жёлтые) с крупной субквадратной головой. Рабочие мономорфны, с длиной тела около 5 мм; длина головы — от 1,64 до 1,7 мм, ширина головы — от 1,46 до 1,51 мм. Половые крылатые особи крупнее: длина самцов — до 7 мм, маток — около 10 мм. У маток длина головы составляет от 1,77 до 1,95 мм, ширина — от 1,64 до 1,71 мм. У самцов длина головы — от 1,00 до 1,24 мм, ширина — от 0,94 до 1,15 мм. Мандибулы субтреугольные, несут 8 мелких зубцов на жевательном крае (апикальный зубец крупнее). Усики рабочих и самок 11-члениковые, у самцов состоят из 12 сегментов. Нижнечелюстные щупики 4-члениковые, нижнегубные щупики состоят из двух сегментов (формула щупиков у самок и самцов одинаковая: 4,2). Сложные глаза самок содержат около 20 фасеток в самом длинном ряду. Пронотум выпуклый с редуцированными плечевыми зубцами, проподеальные шипики развиты. Тело покрыто волосками: на груди волоски более жёсткие, отстоящие и прямые, а на других частях тела более редкие, тонкие или полуприжатые. Стебелёк между грудкой и брюшком состоит из двух члеников: петиоля и постпетиоля (последний отделён от брюшка), жало развито, куколки голые (без кокона). Петиоль вытянутый, без явного узелка.
Морфологически Apterostigma megacephala обладает уникальной комбинацией состояний признаков сразу двух основных видовых групп (auriculatum и pilosum) в пределах рода Apterostigma. Например, он обладает предположительно плезиоморфной блестящей границей передней части клипеуса, обнаруженного у A. pilosum, но отсутствующего в группе видов A. auriculatum, в то же время обладает более выраженной скульптурой, типичной для группы видов A. auriculatum. Вместе с тем, некоторыми характерными признаками A. megacephala отличается от других представителей Apterostigma. Так, все другие известные виды этого рода имеют формулу щупиков 3,2 (то есть имеют 3-члениковые нижнечелюстные и 2-члениковые нижнегубные щупики), тогда как A. megacephala сохраняет анцестральное состояние этого признака, равное 4,2. Уменьшенная щупиковая формула Apterostigma считается синапоморфией для этого рода, конвергентно появившейся также у отдалённо родственных социальных паразитов муравьёв таких видов как Pseudoatta argentina и Mycocepurus castrator.

### Биология и муравейники
Муравьи Apterostigma megacephala выращивают грибы белошампиньоны Leucoagaricus gongylophorus (семейство Шампиньоновые), которые используют для питания. Колонии сравнительно малочисленные и включают менее ста рабочих муравьёв. Бескрылые матки были найдены в большинстве, но не во всех из исследованных гнёзд и они сразу убегали из повреждённого муравейника. Это позволяет утверждать, что данный вид относится к группе моногинных муравьёв (содержащих в одном гнезде единственную матку). Процесс фуражировки проходит индивидуально по наземной поверхности, груз муравьёв состоит из экскрементов насекомых и небольших частей растений, предположительно используемых в процессе выращивания грибов. Замеченные за пределами гнезда рабочие-фуражиры в случае опасности притворяются мёртвыми и не двигаются некоторое время (до нескольких минут). Рабочие A. megacephala наиболее активны в дневное время.
Гнёзда у Apterostigma megacephala почвенные, имеют входное отверстие шириной около 2 см, которое скрыто под толстым слоем опавших листьев. Муравейники состоят из относительно неглубоких одиночных камер, расположенных на глубине от 1 до 16,5 см ниже поверхности почвы. Гнездовые камеры субсферические и имеют размер 5—20 см в диаметре и 3,5—9,5 см в высоту. Они содержат грибной сад, рабочих, расплод, матку и, в некоторых случаях, крылатых самок и самцов. Репродуктивные крылатые самки и самцы, судя по коллекциям, сделанным как в апреле, так и в сентябре, производятся колонией непрерывно в течение всего года. Гнёзда Apterostigma megacephala, обнаруженные в травянистой зоне или рядом с ней с небольшим (менее 2 см толщиной) слоем опавших листьев, были последовательно глубже, чем гнёзда, найденные на лесных участках, где слой опавших листьев был толщиной около 20 см. Потолки гнездовых камер обычно были покрыты корнями, на которых был подвешен грибной сад. Полы камер обычно были покрыты маленькими неразрезанными листочками растений (предположительно) из рода Newtonia семейства Бобовые, найденными извне муравейника и принесёнными сюда рабочими муравьями. Эти листочки, однако, никогда не включались в грибные сады, а служили лишь настилом.

## Систематика
Вид был впервые описан в 1999 году южноамериканским мирмекологом Джоном Латтке (Lattke J. E., Instituto de Zoologia Agricola, Венесуэла и Universidade Federal do Paraná, Куритиба, Бразилия). Систематическое положение таксона остаётся неясным и, возможно, его следует выделить в отдельный род.
Основываясь на филогенетическом анализе молекулярных данных, в 2015 году было показано, что A. megacephala — это отдельная ветвь рода Apterostigma, сестринская ко всем остальным его видам, как современным, так и ископаемым.
Apterostigma megacephala — единственный представитель низших муравьёв-грибководов, который выращивает грибы, культивируемые только высшими муравьями-грибководами из родов Acromyrmex и Atta. Линия грибководов, к которой принадлежит Apterostigma megacephala, отделилась на эволюционном древе рода Apterostigma примерно 39 млн лет назад, но эти муравьи выращивают Leucoagaricus gongylophorus из рода Белошампиньон семейства Шампиньоновые — вид грибов, который фактически был «одомашнен» муравьями недавно эволюционировавших муравьёв-листорезов родов Acromyrmex и Atta и появился в их подземных садах всего лишь 8—11 млн лет назад. Что касается других видов рода Apterostigma, все они выращивают грибы из семейства Рядовковые (Tricholomataceae).

## Этимология
Видовое название A. megacephala образовано из двух латинизированных слов греческого происхождения: «mega» (крупная) + «kephale» (голова).